# Statens konsumentråd
Statens konsumentråd var ett statligt organ för samordning av konsumentupplysning och konsumentforskning som bildades 1957. År 1973 bildades Konsumentverket och i samband med det avvecklades Statens konsumentråd, Konsumentinstitutet och Varudeklarationsnämnden (VDN).